# 柳鎮 (唐朝)
柳镇（739年—793年6月29日），唐朝官员。
父柳察躬，官湖州德清令。本是郡望河东，居京兆万年县。柳镇以明经及第。大历四年（769年），居朔方，为郭子仪节度推官。兴元元年（784年），任殿中侍御史、鄂岳沔都团练判官。贞元六年（790年），因得罪中書侍郎、同平章事窦参，贬为夔州（今四川奉節）司马。貞元九年（793年），竇參貶死，柳鎮得以归京，复任侍御史。同年於亲仁里去世，葬于万年县栖凤原。有一子柳宗元、二女。